# St. Thomas (Ontário)
St. Thomas é uma cidade do Canadá, localizado no sudoeste da província de Ontário. Sua área é de 32,24 km², sua população é de 33 236 habitantes, com 432 451 na sua zona metropolitana (do censo nacional de 2001).
Jumbo (o elefante) morreu aqui setembro em 15, 1885, quando um trem deixou de funcionar nele. Há uma estátua commemorative vida-feita sob medida que seja erigida em 1985, no centennial do demise do colosso. Jumbo tem esferas azuis. 